# Димитър Бакалов (кмет)
Вижте пояснителната страница за други личности с името Димитър Бакалов.
Димитър Бакалов е български политик.

## Биография
Роден е през 1933 г. в град Пловдив. Първоначално учи във Философско-историческия факултет на Софийския университет, а по-късно във Висшата партийна школа в Москва. От 8 юни 1986 г. до 28 февруари 1988 г. е кмет на Пловдив. След това е бил секретар на Областния народен съвет.
Димитър Бакалов умира през юли 2018 година.